# 한신 타이거스
한신 타이거스(일본어: 阪神タイガース 한신타이가스[*], 영어: Hanshin Tigers)는 일본의 프로 야구 구단으로, 센트럴 리그 소속이다. 홈 구장은 효고현 니시노미야시에 위치한 한신 고시엔 구장이다. 현존하는 일본 프로 야구 12개 구단 중 요미우리 자이언츠에 이어 2번째로 역사가 긴 구단이다.
1935년에 오사카 타이거스(大阪タイガース)라는 이름으로 창단하여 단일 리그 시대에 4차례 우승, 1950년에 양대 리그가 출범한 이후 센트럴 리그 우승 6번을 기록하여 총 10번의 리그 우승을 기록하였다. 일본 시리즈에는 통산 7회를 진출하였고, 이중 2회(1985, 2023) 우승하였다.

## 개요
운영 법인은 주식회사 한신 타이거스(株式会社阪神タイガース)이며, 모기업은 한신 전기 철도(한큐 한신 홀딩스 산하)이다. 효고현을 연고지로 하면서 효고 현 니시노미야시에 있는 한신 고시엔 구장을 홈 구장으로 두고 있으며 2군(웨스턴 리그)의 홈 구장은 니시노미야 시에 있는 한신 나루오하마 구장이다.
2005년부터 연간 관중 수 공식 집계를 실시하고 있는데 한신 타이거스는 12개 구단 중 유일하게 연간 300만 명 이상을 동원하고 있다. 효고 현과 인접한 오사카부에서도 오사카 부를 본거지로 하는 오릭스 버펄로스를 훨씬 뛰어넘는 인기를 얻었다.

## 구단의 역사

### 전쟁 전기
1934년 말에 대일본 도쿄 야구클럽(大日本東京野球倶楽部), 구단명 ‘도쿄 자이언츠’(東京ジャイアンツ, 현재의 요미우리 자이언츠)가 설립되었다. 도쿄 자이언츠의 모기업인 요미우리 신문은 몇 개의 팀을 구성하여 직업 야구 리그를 결성하려는 구상을 가지고 있었다. 특히나 일본의 3대 대도시인 도쿄, 오사카, 나고야 등 3대 대도시와 그 교외를 중심으로 경기를 하는 것이 목표였는데 오사카 권에서는 한신 전기 철도가 요미우리 신문의 요청을 받아들여 당시 일본 최대의 야구장이던 고시엔 구장을 홈으로 한 구단을 설립하게 되었다.
1935년 10월 22일, 몬젠 마사토와의 입단 계약을 시작으로 고시엔을 통해 탄생한 여러 야구 스타들과 도시간 대항 야구의 강자였던 다롄 실업 소속이던 마쓰키 겐지로 등을 모아 12월 10일에 ‘주식회사 오사카 야구 클럽’(株式会社大阪野球倶楽部)을 발족하고 구단명을 오사카 타이거스(大阪タイガース)로 정하였다.
1936년 1월 9일, 실업팀인 가와사키 콜롬비아(川崎コロムビア)의 와카바야시 다다시, 2월 28일 릿쿄 대학의 가게우라 마사루 등의 선수들과 추가로 계약하면서 같은 해 4월 9일 구단 창단 기념 경기 전까지 17명의 선수를 수급했다. 2월 5일에는 도쿄 자이언츠, 나고야군, 한큐군, 나고야 긴코군 등과 함께 7개 구단이 일본 직업 야구 연맹을 결성하였으며, 이는 지금의 일본 야구 기구의 시초가 되었다.
1936년의 공식전은 춘계 시즌(제1회 일본 직업 야구 리그전), 하계 시즌(연맹 결성 기념 전일본 야구 선수권 대회), 추계 시즌(제2회 전 일본 야구 선수권)의 3시즌으로 나누어 도쿄, 오사카, 나고야의 각 도시권에서 몇 개의 경기를 개최하는 방식으로 진행되었다. 첫 춘계 시즌은 연맹 결성 기념 경기로 고시엔 구장, 나루미 구장, 다카라즈카 구장에서 세 개의 대회가 거행되었으나 도쿄 자이언츠가 미국 원정 중에 있었으며 나고야 긴코군도 대외 원정을 실시하고 있었기 때문에 리그 통합 우승은 결정되지 않았다.
춘계 리그와 추계 리그의 각 시즌은 각 대회에서 1위가 된 횟수로 시즌 우승을 결정하는 승점제 방식이었다. 하계 시즌의 나고야 대회에서 1위를 차지한 오사카 타이거스는 도쿄 대회, 오사카 대회에서 각각 1등이 된 나고야군, 한큐군과의 우승 결정전을 실시하게 되어 있었으나 결정전 직전에 중지되면서 첫 우승의 기회를 놓치게 됐다. 그러던 와중 모회사 내에서 경쟁 관계에 있었던 한큐군에게 이기지 못했다는 이유로 구단 최초의 감독이었던 모리 시게오 감독이 해임되고 이시모토 슈이치가 후임 감독으로 취임했다. 같은 해 가을에는 24승 1무 6패를 기록하며 시즌 우승 승점이 도쿄 자이언츠와 동일했으나 12월 스자키 구장에서의 우승 결정전에서 1승 2패로 석패하며 끝내 우승을 차지하진 못했다.
1937년 추계 시즌과 1938년 춘계 시즌에는 미소노오 다카오를 필두로 한 강력한 투수진과 다나카 요시오 등으로 구성된 파괴력 있는 타선을 바탕으로 하여 프로 야구 사상 최초의 시즌 2연패에 성공했다. 게다가 2년 동안 모두 첫 시즌 우승 결정전의 상대가 되었던 도쿄 자이언츠를 물리치며 2년 연속 우승 달성에도 성공했다.
1938년 조선을 방문한 오사카 타이거스는 같이 조선을 방문한 나고야와 경성에서 친선경기를 펼쳐 6대 1로 승리한다. 다음날 오사카는 자체 홍백전을 하기로 했는데, 이때 문제가 발생한다. 나고야전에서 분전한 몇몇 선수가 피로와 부상으로 도저히 자체 홍백전에 뛸 수 없게 된 것이다. 1936년 창단 이후 줄곧 얇은 선수층 때문에 고생했던 오사카로선 예견된 낭패였다. 오사카는 이참에 조선에서 좋은 선수를 영입하기로 마음먹고, 여기저기서 선수를 소개받는다. 이때 오사카가 소개 받은 선수가 체신국 투수 박현명이었다. 오사카는 공개 테스트로 박현명을 스카우트했다. 박현명은 오사카 유니폼을 입고 1939년 8월 12일 첫 등판을 한다.
1940년 9월 25일, 일본의 전황이 악화됨에 따라 일본 야구 연맹의 방침으로 영어 사용을 금지받아 구단명을 오사카 타이거스에서 한신군(阪神軍)으로 개칭했다. 전시에 따라 수많은 선수들이 징집되면서 선수들의 인원 수가 부족한 괴로운 상황 속에서도 1944년 감독 겸 선수였던 37세의 와카바야시 다다시가 35경기 중 31경기에 등판하여 타이틀을 따내 3번째 리그 우승에 성공했다. 그러나 1945년 1월에 벌어진 정월 대회(비공식전)에 ‘맹호’(한신과 산교군의 합동 팀)라는 이름으로 참가한 것을 마지막으로 같은 해 활동이 정지됐다.

### 1940년대
제2차 세계 대전이 일본의 무조건 항복으로 끝난 이후 1945년 11월 동서 대항전(비공식 대회)을 통해 복귀하였고, 이듬해인 1946년 3월에는 구단명을 오사카 타이거스로 다시 바꿨다.
1947년, 와카바야시가 1944년 리그 우승 당시와 마찬가지로 감독 겸 투수로 리그 최고 수훈 선수상(MVP)를 차지하는 등 맹활약하면서 전쟁 이후 처음이자 팀의 4번째 리그 우승을 차지했다. 특히나 ‘미스터 타이거스’라는 애칭으로 유명한 후지무라 후미오를 중심으로 한 거포 타선은 ‘다이너마이트 타선’이라고 칭해지면서 큰 인기를 끌었다. 1949년엔 팀 순위가 6위까지 추락했음에도 불구하고 후지무라는 MVP를 손에 넣는 데 성공한다.

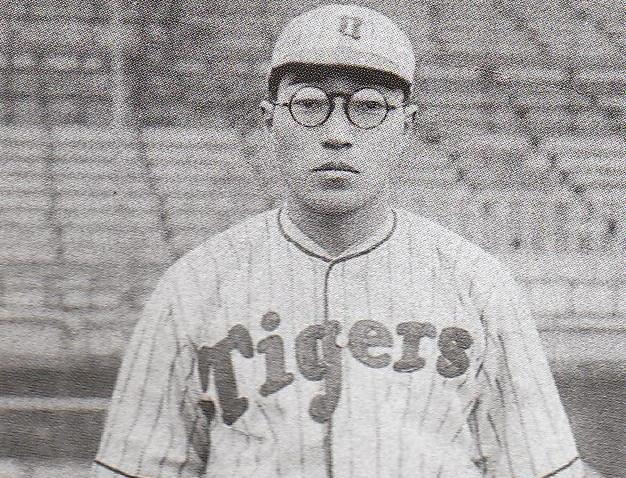
마쓰키 겐지로(1937년)

1949년 오프 시즌에 벌어진 신구단 가맹 문제에 있어서 당초에는 마이니치 오리온스 등의 신구단 문제 가입에 있어 소극적 찬성의 입장에 서있었으나 끝내 요미우리 자이언츠 등과 함께 리그를 분리하여 센트럴 리그를 창설했다. 이런 입장의 변화를 배신으로 받아들인 마이니치는 이후 전력 확보를 위해 한신의 선수들을 집중적으로 노려 감독 겸 투수로 활약하던 와카바야시를 비롯하여 타격, 수비에 있어서 한신의 주요 선수들을 차례차례로 영입했으며, 본래 한신으로 입단하기로 합의했던 수많은 선수들을 마이니치로 빼앗아 갔다. 거기다가 그나마 남아있던 주전 유격수 하세가와 젠조가 니시테쓰 클리퍼스로 이적하고, 몬젠 마사토가 다이요 웨일스로 떠나면서 한신이 자랑하던 다이너마이트 타선은 완전히 붕괴되었다.

### 1950년대
센트럴 리그 원년이었던 1950년에 한신은 와카바야시를 대신해 마쓰키 겐지로를 감독으로 세워 마이니치로 떠나지 않고 팀에 남은 후지무라, 가네다 마사야스, 고토 쓰구오 등을 중심으로 팀을 재편성하고 전년도 6위의 성적을 넘어서 리그 4위를 기록하는 데 성공했으나 이는 새로 가맹했던 구단들을 제외하면 최하위 성적에 해당되어 정규 멤버중 3분의 2가 유출당한 피해는 심각해 보였다.
그러나 한편으로는 이 과정 중 팀의 재건을 위해 2군을 구성하고, 본격적인 스카우트 제도 도입 등의 개혁을 펼쳐 세대교체를 준비한 끝에 1950년대에는 요시다 요시오, 와타나베 쇼조, 고야마 마사아키, 다미야 겐지로 등의 신진 선수들이 차례로 주전에 가세하면서 어느 정도 성적을 상승시키는 데는 성공했으나 투타의 부조화가 일어나면서 미즈하라 시게루가 이끄는 요미우리 자이언츠가 황금시대를 맞은 가운데 우승권과는 어느 정도 멀어지게 되었다.
결국 마쓰키 감독은 1954년에 퇴임하였고, 구단은 후임 감독으로 프로 선수 경력이 전무했던 기시 이치로를 기용하는 등 팬과 매스컴을 놀라게 했지만 기시는 주력 선수들을 융화시키지 못할 정도의 대립을 하였고 성적 또한 부진에 빠지는 등 1955년 5월 중순 병요양을 명목으로 휴양 생활하였고 이후 후지무라 후미오가 감독 대행으로 임명돼 시즌 3위로 마치면서 시즌 종료 후 정규 감독으로 계약했다. 그러나 1956년 시즌이 끝난 후 일부 선수들이 후지무라 감독에게 항명하여 퇴진을 요구하면서 구단 측과 대립하며 내분이 일어나 2개월에 걸쳐서야 겨우 해결되었다. 1957년 요미우리와 선두 자리를 놓고 끝까지 경쟁하였으나 결국 1경기 차로 2위에 그쳤고 시즌 종료 후 감독은 다나카 요시오로 교체되었다. 이후 후지무라는 현역에 복귀하여 1958년에 은퇴하였으며 그의 등번호인 10번은 한신 구단 최초의 영구 결번이 되었다.
1952년에는 프랜차이즈 제도의 정식 도입에 따라 효고현을 연고지로 삼았다.

### 1960년대

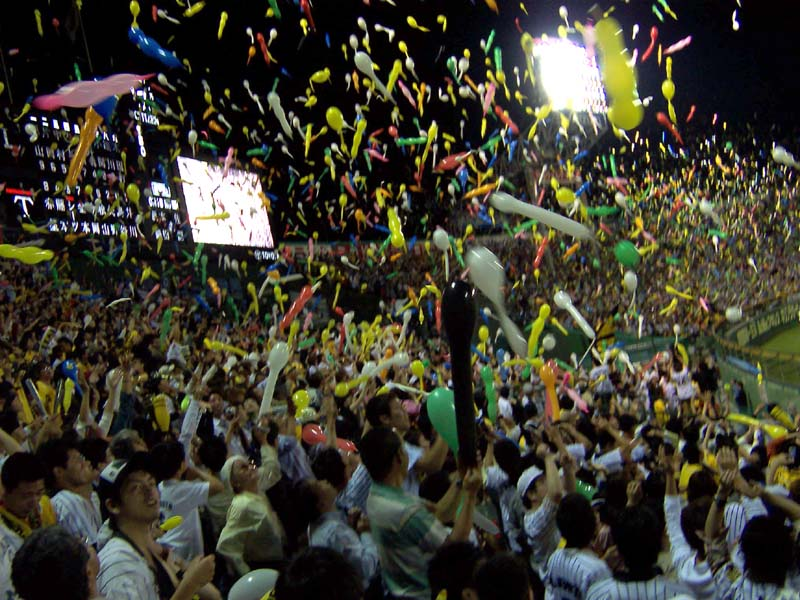
홈구장인 한신 고시엔 구장에서 관중들이 풍선 날리고 있는 모습

1961년 4월 1일에는 회사명을 ‘주식회사 한신 타이거스’(株式会社阪神タイガース)로 바꾸는 동시에 팀명도 한신 타이거스로 변경했다. 그러나 성적이 계속해서 침체 일로를 걸으면서 주력 선수와 숱한 갈등을 일으켰던 가네다 마사야스 감독이 시즌 도중 해임되는 등 팀이 전체적으로 혼란에 빠졌다. 가네다의 후임으로 요미우리 시절에 7차례 우승을 자랑하며 당시 수석 코치를 맡고 있었던 후지모토 사다요시가 후임 감독으로 취임했다.
1962년, 후지모토 감독을 중심으로 고아먀, 무라야마 미노루 원투펀치의 역투와 유격수 요시다 요시오, 3루수 미야케 히데시, 2루수 가마다 미노루를 필두로 한 수비의 야구로 양대 리그 분할 이후 최초이자 팀 통산 5번째 리그 우승에 성공했다. 일본 시리즈에서는 도에이 플라이어스를 상대로 무라야마를 선발로 내세우며 2연승을 거뒀으나, 3차전에서 무라야마를 무리하게 구원 등판시키고도 무승부를 기록한 것이 패착이 되었고 이후 4연패를 기록하며 우승에 실패했다.
1964년, 에이스 투수인 고야마 마사아키와 마이니치의 4번 타자였던 야마우치 가즈히로를 트레이드하며 타선 보강을 위해 노력한 한편, 진 바크 등을 영입하며 고야마의 빈자리를 메워 통산 6번째의 리그 우승에 성공했다. 다이요 웨일스가 1경기만 더 이기면 우승하는 절망적인 상황에서 시즌 막판에 9연승을 거두며 역전 우승에 성공한 것이다. 그러나 도쿄 올림픽의 영향으로 기존 시즌보다 일찍 진행된 일본 시리즈에서는 난카이 호크스를 상대했으나 조 스탠카에게 2연속 완봉 패배를 당하는 등 3승 4패의 성적으로 또 다시 패배했다.

### 1970년대

#### 1970년 ~ 1972년
1970년, 무라야마 미노루가 선수 겸임 감독으로 새롭게 취임했다. 에나쓰 유타카와 다부치 고이치의 ‘황금 배터리’와 특유의 개성으로 인기를 끌어모으며 실력도 겸비했던 유격수 후지타 다이라 같은 선수들이 모였으나 오 사다하루, 나가시마 시게오 등 최강의 멤버들을 갖추고 있었던 요미우리가 9연속 우승이라는 최고 전성기여서 리그 우승을 차지하진 못했다(1970년 2위, 1971년 5위, 1972년 2위). 에나쓰가 1971년 올스타전에서 9명의 타자들과 상대하면서 연속 탈삼진을 잡아내는 맹활약을 했다. 1972년 무라야마가 감독 직함을 유지하긴 했으나 선수 역할에 집중하면서 가네다 마사야스가 감독 대행직을 맡았다. 그 해에 무라야마는 선수 생활을 접고 은퇴했다.

#### 1973년 ~ 1976년
이듬해 1973년, 가네다가 정식 감독으로 취임하면서 리그 9연패를 노리는 요미우리와 격렬한 우승 쟁탈전을 펼치고 남은 2경기 중 1경기만 승리해도 리그 우승을 확정짓는 상황까지 올라갔으나 주니치의 선발 호시노 센이치를 꺾지 못하고 패배한 데 이어 홈 최종전에서도 0-9로 완패당하며 요미우리에게 다시 리그 우승을 내줬다. 1974년에는 다부치의 홈런포를 바탕으로 올스타전 열리기 직전까진 1위를 지켰으나 이후 여름에 페이스를 잃으면서 B클래스(리그 4위 ~ 6위)인 4위를 기록해 시즌을 그대로 마쳤다. 이 시즌을 마지막으로 가네다 감독은 퇴임했다.
1974년, 요시다 요시오가 감독으로 취임하여 의욕적인 시즌을 맞았으나 에이스 투수인 에나쓰의 부진 등 악재가 겹치면서 리그 3위에 그쳤다. 이후 에나쓰를 에모토 다케노리, 시마노 이쿠오와의 트레이드로 난카이 호크스로 보냈다. 1976년에는 당시 시즌 신기록인 193홈런을 기록했던 타선과 핼 브리든과 마이크 레인백, 가케후 마사유키 등의 활약으로 또다시 요미우리와의 우승 쟁탈전을 펼쳤으나 결국 2위에 그쳤다.

#### 1977년 ~ 1979년
1977년 시즌 초반에 호조를 보였으나 주니치와의 상대 전적에서 8승 18패라는 최악의 성적을 기록하면서 리그 4위에 그쳤다. 이듬해 1978년, 고토 쓰구오 감독 시대에는 구단 역사상 처음으로 최하위 성적(41승 80패)을 기록하며 고토 감독은 성적 부진에 대한 책임을 지고 사임했다. 스토브리그 중에 구단 사장이 교체되었고 신임 사장은 침체된 팀의 체질 개선을 위해 대규모 개혁이 필요하다고 생각해 다부치 고이치와 후루사와 겐지를 맞트레이드로 세이부 라이온스에 보내고 거기서 다케노우치 마사시, 마유미 아키노부, 와카나 요시하루, 다케다 마사후미 등을 영입했다. 그러나 도쿄 6대학 야구 대회에서의 맹활약을 펼치며 언론으로부터 집중 조명을 받았던 호세이 대학의 소속인 에가와 스구루의 거취를 둘러싼 이른바 ‘공백의 하루’ 사건으로 인해 요미우리와 대립하는 등 교섭에 난항을 겪었고 결국 일본 야구 기구 커미셔너인 가네코 도시(당시)의 지시로 에가와를 요미우리로 넘기는 조건으로 요미우리의 에이스였던 고바야시 시게루를 영입했다.
1979년, 돈 블레이저가 감독에 취임하면서 가케후가 시즌 48홈런을 기록했고, 고바야시는 친정팀이었던 요미우리전에서의 8승을 포함한 22승을 거두며 활약했으나 8월에는 난카이 호크스로부터 에나쓰를 영입한 히로시마 도요 카프에게 밀리면서 리그 4위에 그쳤다.

### 1980년대

#### 1980년 ~ 1985년
이듬해 1980년, 신인 선수인 오카다 아키노부의 기용법을 둘러싼 대립으로 인해 돈 블레이저 감독이 시즌 도중에 사임했고, 나카니시 후토시가 감독으로 취임했지만 그 해에는 5위에 그쳤으며 이 해 초 김재박 영입설이 있었으나 군대 문제가 걸려 무산됐다. 다음해인 1981년에는 리그 우승한 요미우리와 8경기차인 3위를 기록했고 1982년부터 안도 모토오가 감독으로 부임하면서 그 해 우승한 주니치와의 4경기 반차이, 2위 요미우리와 3경기차인 2년 연속 3위를 차지했지만 1983년과 1984년에는 2년 연속 4위에 끝났다.
1985년, 요시다가 8년 만에 감독으로 복귀하면서 1번 마유미, 3번 랜디 바스, 4번 가케후, 5번 오카다를 주축으로 한 강력한 타선(제2차 다이너마이트 타선)을 구성하여 4월 17일 요미우리 자이언츠전에서의 일명 ‘백 스크린 3연발’을 포함한 시즌 총 219홈런을 기록하며 2004년 요미우리에 의해 깨질 때까지 유지되었던 센트럴 리그 신기록을 세웠다. 특히 한신의 역사상 첫 타격 3관왕을 차지한 랜디 바스는 시즌 54홈런을 기록하며 오 사다하루(요미우리)의 55홈런 기록을 추격하였으나 시즌 막판에 오 사다하루가 이끄는 요미우리와의 2연전에서 모든 타석에서 고의사구를 당해 결국 역전에는 실패했다.
여름까지 팀은 선두 자리를 지키고 있었지만 1985년 8월 12일에 일본항공 123편 추락 사고가 일어나면서 당시 구단 사장이었던 나카노 하지무가 급서한 사건이 일어났다. 나카노 사장의 사망 소식을 접한 요시다 감독과 선수들은 충격을 받았고 선수 전원은 유니폼 차림으로 나카노의 영전에 우승을 맹세했다. 그 해 시즌은 막강한 타선에다가 나카니시 기요오키, 후쿠마 오사무, 야마모토 가즈유키 등의 불펜 투수진들이 호투를 하면서 10월 16일 야쿠르트 스왈로스(메이지 진구 야구장)전에선 접전 끝에 무승부로 경기를 마무리 지어 21년 만에 리그 우승을 차지하는데 성공했다. 이후 1985년 일본 시리즈에서는 세이부를 상대로(6차전, 세이부 라이온스 구장) 4승 2패를 기록하여 1985년 11월 2일 구단 창단 이후 처음으로 일본 시리즈 우승을 석권했다. 한편 리그 MVP로 선정된 랜디 바스는 다음 시즌에도 타격 부문 3관왕을 차지하며 맹활약했다.

#### 1986년 ~ 1989년
1986년, 랜디 바스는 시즌 타율 3할 8푼 9리, 장타율 7할 7푼 7리, 7경기 연속 홈런, 13경기 연속 타점 등의 일본 신기록을 기록하며 맹활약했으나 가케후와 주축 투수였던 이케다 지카후사가 갑작스런 부상으로 인해 장기적으로 전력에서 이탈했으며 오카다 등의 다른 선수들이 단체로 부진에 빠지는 등 여름 즈음 히로시마 도요 카프, 요미우리와의 우승 쟁탈전에서 사실상 탈락하며 3위로 시즌을 마쳤다. 다음해인 1987년에도 역시 투수진 붕괴와 함께 가케후와 오카다의 타격 부진이 계속돼 최하위를 기록하면서 요시다 감독은 결국 사임하게 됐다. 그 해의 승률 3할 3푼 1리는 구단 역사상 최저 승률이었다.
1988년, 무라야마 미노루가 감독으로 복귀했고, 일명 ‘소년대 트리오’라고 불린 와다 유타카, 오노 히사시, 나카노 사토루 등과 같은 젊은 선수들에게 기회를 주며 세대 교체를 진행시켰으나 바스의 귀국, 대신 용병으로 입단한 루퍼트 존스의 부상, 가케후의 은퇴가 겹치며 2년 연속 최하위를 기록했다. 1989년은 새로운 외국인 용병 세실 필더의 활약에도 불구하고 리그 5위를 기록하는 등 가까스로 3년 연속 최하위의 불명예는 면했지만 시즌 중 감독 책임 문제가 거론되면서 결국 무라야마 감독은 사임하게 됐다.

### 1990년대

#### 1990년 ~ 1992년
1990년, 나카무라 가쓰히로가 감독으로 취임했다. 전년도 시즌까지 야쿠르트 소속으로 홈런 1위를 차지했던 래리 패리쉬와 오카다는 5월 중반까지 호조를 보이며 팀 타선을 이끌었지만 에이스 매튜 키오가 부상으로 팀을 떠난데다가 팀 투수진 중 규정이닝을 채운 투수가 5승 11패의 이노마타 다카시와 4승 11패를 기록한 나카다 고지 밖에 없을 만큼 무너지면서 2년 만에 다시 최하위를 기록했다. 1991년에는 개막과 함께 5연패, 6월에는 10연패 등을 포함하여 개막전을 포함한 55경기에서 15승 40패를 기록하는 부진을 겪었다. 이후 리그 후반부에는 이노마타와 가사이 미노루와 같은 신예 투수들이 등장하면서 5연속 선발 완투승을 거두는 등 반전을 꾀했으나 끝내 전반기의 부진을 뒤집지 못하고 2년 연속 리그 최하위에 머물렀다.
1992년, 서서히 노화가 되는 기미를 보이던 오카다나 마유미 등을 대신하여 이전까지 별다른 성적을 내지 못했던 가메야마 쓰토무, 신조 쓰요시 등 ‘가메신 피버’라고 불리던 양대 외야수의 등장과 함께 많은 선수들이 대거 활약했고, 고시엔 구장의 럭키 존이 철거되면서 나카고미 신, 유후네 도시로, 노다 고지 등을 필두로 한 선발진, 유미나가 다쓰히로나 다무라 쓰토무 등의 중간 계투진의 활약에 힘입어 기록에 남을 선두 싸움을 벌인 끝에 야쿠르트 스왈로즈에 우승을 내주고 요미우리 자이언츠와 공동 2위가 되었다.

#### 1993년 ~ 1996년
1993년, 외국 용병 문제를 둘러싸고 타선의 한축을 맡고 있던 짐 파쵸렉이 팀을 떠난데다가 지난해 전성기를 찍은 투수진까지 붕괴되며 결국 4위로 마무리 짓게 됐다. 그러나 그 해에 노다와의 맞트레이드를 통해 영입한 마쓰나가 히로미가 FA 선언을 하면서 팀을 떠나 다이에 호크스로 이적했다. 1994년 시즌에는 FA로 이시미네 가즈히코를 영입했고 신인 야부 게이이치와 오릭스 블루웨이브로부터 영입된 후루미조 가쓰유키가 맹활약하며 시즌 후반까지 리그 선두를 목표로 두고 경쟁을 펼쳤지만 시즌 막판에 7연패를 기록하는 등 2년 연속 리그 4위로 시즌을 마무리했다.
구단 창립 60주년을 맞은 1995년에는 FA로 야마오키 유키히코를 영입했으나 리그 개막 이후 와다, 이시미네 등 타선의 부진으로 좀처럼 성적을 끌어 올리지 못했고 결국 나카무라 가쓰히로 감독이 이 시즌을 마지막으로 사임, 후지타 다이라가 감독 대행을 맡았으나 구단 역사상 최악의 성적인 84패를 기록하며 4년 만에 최하위 성적인 6위를 기록했다.
이듬해 1996년, 후지타가 정식 감독으로 취임하여 부상으로 인해 전력에서 이탈한 가메아먀를 대신해 히야마 신지로가 주전으로 올라서며 활약했음에도 불구하고 5월 기준으로 리그 선두와 15경기차의 성적을 기록하며 페넌트레이스에서 서서히 무너지는 등 결국 2년 연속 최하위를 기록했다. 결국 후지타 감독도 팀을 구하지 못한 채 사임을 하게 됐다.

#### 1997년 ~ 1999년
1997년, 요시다가 자신의 3번째로 감독에 취임했다. 중반까지 A클래스를 노릴 수 있는 위치에 있었으나 주력으로 기대하고 있던 마이크 그린웰이 돌연 귀국한데다가 신조 등의 주력 선수들도 부진을 면치 못하면서 결국 리그 5위에 그쳤다. 스토브 시즌 중에는 구지 데루요시, 세키카와 고이치와의 트레이드로 주니치 출신의 다이호 야스아키, 야노 아키히로 등을 영입했다.
1998년에 신인 쓰보이 도모치카가 분투한데다가, 5월 26일 가와지리 데쓰로가 포수 야노와의 호흡을 맞춰 노히트 노런을 기록하는 등 투수진이 전반적으로 힘을 냈음에도 불구하고 침체된 타선이 살아나지 못하면서 8월에 구단으로서는 최악의 기록인 12연패를 기록, 2년 만에 다시 최하위를 기록하며 요시다 감독은 사임했다.
1999년, 전 야쿠르트 스왈로스 감독이었던 노무라 가쓰야 감독이 새로 취임함과 동시에 세이부 라이온스로부터 사사키 마코토를 영입하는 등 6월에 잠시 선두 자리에 올라섰으나, 이후 선발 투수진의 부진이 이어지며 서서히 페이스를 잃었고 9월에는 2년 연속으로 12연패를 기록하며 정규 시즌에서의 2년 연속 최하위를 기록했다.

### 2000년대

#### 2000년 ~ 2001년
2000년, 야쿠르트로부터 노무라 가쓰노리를 영입하는 등 선수진을 보강하면서 4월에 선두로 올라선데 이어 이후에도 다양한 선수들이 보강되면서 리그 우승을 노렸지만 끝내 선발 투수진이 다시 부진에 빠지며 3년 연속 최하위에 그쳤다. 오프 시즌에 신조가 뉴욕 메츠로 이적하는 동시에 팀내에 세대교체가 이루어져 많은 선수들이 방출됐다.
2001년, 이가와 게이가 평균자책점 부문 2위를 기록하며 활약, 하마나카 오사무와 후지모토 아쓰시 등이 대두한데 이어 아카호시 노리히로가 도루왕과 신인왕 타이틀을 획득하는 동시에 많은 선수들을 영입하고, 톰 에반스 등의 용병 등이 추가되면서 탈꼴찌를 노렸으나 에반스 이외에 외국인 타자 용병들이 부진했던 데다가 이가와를 제외한 선발진 또한 부진하면서 구단 창설 이래 처음으로 4년 연속 최하위 성적을 기록했다. 그 해 시즌에도 팀의 세대교체가 계속되면서 요시다 다카시가 현역에서 은퇴하고 사카이 히로키가 탈퇴하는 등 팀의 움직임이 계속됐다. 노무라 감독은 팀에 더욱더 적극적인 선수 영입을 요청했으나 구단 측이 이를 거부했고, 성적 부진과 함께 12월 5일에 그의 부인 노무라 사치요가 탈세 혐의로 체포되면서 이를 책임진다는 이유로 팀을 떠났다.

#### 2002년
주니치 감독을 역임했던 호시노 센이치가 감독으로 취임, 오릭스로부터 조지 아리아스를 영입했고 맞트레이드로 닛폰햄 파이터스로부터 가타오카 아쓰시, 오릭스로부터 사이토 히데미쓰가 가세한데 이어 데릭 화이트를 영입했다. 시즌 개막 이후 7연승으로 기분 좋은 스타트를 끊으며 선두 경쟁에 가세했으나 주전 선수들이 부상으로 이탈함에 따라 결국 요미우리에게 압도당하고 말았지만 그래도 리그 4위를 기록하며 연속 최하위 기록을 끊었다. 요미우리의 리그 우승 결정전이 바로 한신과의 경기였는데 이 경기는 야쿠르트가 요코하마 베이스타스한테 패했기 때문에 사실상 요미우리의 우승이 확정돼긴 했으나 이 경기에서 한신이 끝내기 승리하면서 하라 다쓰노리 감독은 경기에서도 패하고도 우승 헹가레를 받는 기이한 모습이 연출됐다. 시즌 종료 후 호시노 감독은 많은 선수들을 대거 영입하였는데 히로시마 도요 카프로부터 FA로 입단한 가네모토 도모아키, 닛폰햄으로부터 시모야나기 쓰요시, 노구치 도시히로 등을 트레이드로 영입했다. 이 외에도 뉴욕 양키스에서 활약했던 이라부 히데키, 그리고 제프 윌리엄스를 영입하는 등 인맥면에서의 수완을 보여줬다.

#### 2003년
시즌 개막 이후부터 연승 행진을 이어가며 우승 매직 넘버를 센트럴 리그 역사상 가장 빠른 7월 8일에 점등시키고, 9월 15일에는 18년 만에 리그 우승에 성공했다. 그러나 일본 시리즈에선 후쿠오카 다이에 호크스와 격돌하며 7차전까지 가는 접전 끝에 3승 4패로 우승에 실패했다. 이 시리즈는 각각 두 팀의 홈 구장 경기에서 각 홈 팀이 승리했기 때문에 ‘안방 호랑이 시리즈’로 불리었으며, 또한 29년 만에 처음으로 TV 도쿄 계열에서 일본 시리즈 중계가 방송되었다. 시리즈 종료 후 맹호의 부활을 이끈 호시노 감독은 건강상의 문제를 이유로 감독에서 퇴임하여 시니어 디렉터가 되었다. 그와 함께 팀을 이끌었던 코칭 스태프 가운데 다부치 고이치, 다쓰카와 미쓰오, 니시모토 다카시 등은 퇴단했고 스토브리그 때 대거 물갈이가 있었다.

#### 2004년
이듬해에는 오카다 아키노부가 감독으로 취임, 드래프트에서 도리타니 다카시 등을 발탁하며 전력 증강을 노렸지만 주력 선수들의 잇단 부진과 안도 유야와 윌리엄스가 아테네 올림픽 대표팀 선수로 차출되었고, 마이크 킨케이드의 예상 밖의 부진, 제로드 리건의 부상 이탈로 결국 전년도의 기세를 이어가지 못한 채 리그 4위에 그쳤다. 시즌 종료 후 야부 게이이치가 메이저 리그인 오클랜드 애슬레틱스로 이적하게 됐다.

#### 2005년
제프 윌리엄스, 후지카와 규지, 구보타 도모유키 등의 일명 ‘JFK’, 사지키하라 마사시, 하시모토 겐타로 등의 중간 계투진들이 활약했다. 선발 투수진은 이가와와 후쿠하라 시노부의 부진으로 그렇게 안정적이지 못했지만 JFK를 비롯한 안정된 중간 계투로 이를 완벽하게 커버하는 등 팀 평균자책점에서 리그 1위를 기록했다. 거기다가 앤디 시츠, 가네모토, 이마오카 마코토의 클린업이 안정된 성적을 기록했고 우승을 확정짓는 경기에서 홈런을 날린 나카무라 유타카, 5년 연속 도루왕의 아카호시 등도 예상 외의 활약을 보이는 등 타선의 짜임새를 제대로 보여줬다.
그 해 처음 도입된 교류전에서 기대 이상의 좋은 성적을 올리며 선두 자리에 올라선 이후 시즌 막판까지 단 한 번도 1위 자리를 넘겨준 적이 없이 팀 통산 다섯 번째의 리그 우승을 확정지었다. 이 때 시모야나기가 규정 이닝수도 채우지 못한 상태에서 최다승을 기록하는 일도 발생했다. 그러나 일본 시리즈에선 알 수 없는 선수 기용으로 인해 지바 롯데 마린스한테 4연패를 당하며 일본 시리즈 정상에 오르진 못했다.

#### 2006년
그 해에는 시즌 종료 때까지 주니치와의 치열한 우승 쟁탈전을 펼쳤다. 시즌 중반에 9연승을 달렸지만 이마오카의 부진과 구보타의 갑작스런 부상 등의 악영향에서 벗어나지 못한 채 리그를 2위로 마쳤다. 그러나 1985년 ~ 1986년 이래 20년 만에 2년 연속 A클래스 진입 및 구단으로서는 처음으로 2년 연속 80승을 달성했다. 2005년부터 시작된 실제 관객동원수 집계에서는 2년 연속으로 300만명을 넘겼으며 1경기당 평균 관객수는 12구단 중 최다인 4만 3천명을 기록했다. 오프 시즌 중 에이스 이가와가 포스팅 시스템으로 뉴욕 양키스로 이적했기 때문에 이를 메꾸기 위하여 용병 에스테반 얀, 라이언 보겔송 등을 영입하였다.

#### 2007년
4월부터 5월에 걸친 선발진과 타격진의 동반 부진으로 내리 9연패를 당한데다가 교류전에서도 9승 1무 14패의 전체 10위를 기록하는 침체로 승차를 -9까지 기록하였으나 정규 리그전이 재개된 이후로는 JFK를 바탕으로 한 강력한 수비 야구를 구사하며 요미우리와 주니치를 추격했다. 특히 7월에는 요미우리와 주니치를 상대로 10승 3패, 이 달 전체 15승 6패를 기록한데 이어, 8월에는 12승 1무 8패를 기록하며 임시 선두에 올라섰으나, 9월 JFK 계투진의 위력이 떨어진데다가 타격진과 선발진의 페이스가 떨어진 채 8연패를 기록, 결국 리그 3위에 그쳤다. 그 해에 도입된 클라이맥스 시리즈 제1 스테이지에서 리그 2위를 기록한 주니치와 대결했지만 2연패를 기록하며 패했다.
이 해 선발의 완투가 스기야마 나오히사, 노미 아쓰시, 우에조노 게이지에 의한 3회에 그치고, 2003년 오릭스 이후 4년 만에 그 어떤 팀내 투수도 규정 투구 이닝을 채우지 못했고 팀 타율과 득점에서도 12개 구단 중 최하위에 그쳤다. 그 한편으로는 사쿠라이 고다이, 사카 가쓰히코, 가노 게이스케 등 신인 선수들이 일정한 활약을 보인 시즌이기도 했다. 오프 시즌에 3년간 팀에서 활약했던 앤디 시츠가 은퇴했고, FA로 입단한 선수로는 아라이 다카히로, 트레이드로 오릭스로부터 히라노 게이이치, 닛폰햄으로부터 가네무라 사토루, 메이저 리그로부터 류 포드를 영입하는 등 적극적으로 선수 보강을 했다.

#### 2008년
시즌 초반부터 선두를 질주하면서 5월 6일의 요미우리전에서는 일본 프로 야구 역사상 두 번째인 팀 통산 4500승을 달성, 7월 8일에는 2위였던 요미우리에게 최대 13경기차를 벌렸고 같은 달 22일에는 매직 넘버를 점등시켰으나 주력 선수인 아라이, 야노, 후지카와가 베이징 올림픽에 출전하면서 팀에서 이탈했고 이마오카와 구보타의 부진이 계속되는 가운데 올림픽이 끝난 후에는 아라이의 요통으로 인한 부상, 선발진의 부진, JFK에게 과도하게 의존하는 경기를 치르기도 했다. 그 후 맹추격하던 요미우리에게 10월 8일의 맞대결에서 패배해 결국 리그 우승을 빼앗겼다. 13게임차가 역전된 기록은 센트럴 리그의 가장 최악의 기록이었다.
우승 달성에 실패한 후 오카다 감독은 이를 책임지는 의미에서 사의를 표명했고 클라이맥스 시리즈 제1 스테이지에서 주니치와 2년 연속으로 결전했으나 1승 2패의 성적을 기록해 2년 연속 1스테이지에서 패배당하는 불명예를 안게 되었다. 오카다는 클라이맥스 시리즈 이후 정식 사임했고, 마유미 아키노부가 후임 감독으로 부임했다.

#### 2009년
4월에 가네모토가 절호조를 보였지만 제2회 월드 베이스볼 클래식에 출전했던 이와타 미노루, 포수인 야노와 선발로 전환했던 구보타가 갑작스런 부상으로 개막전 선발 라인업에 가세하지 못했다. 게다가 아라이 등의 타격 부진과 그 해에 입단한 외국인 용병 케빈 멘치마저 부진을 겪는 등 요미우리와 주니치에게 압도당하며 우울한 전반기를 보냈다. 6월에는 대타 용병으로 크레이그 브라젤을 영입, 이후에 아라이가 타격감을 되찾았고, 스콧 애치슨과 후지카와가 맹활약을 하면서 리그 순위를 끌어올리기 시작했다. 전반기에서는 요미우리전에서의 부진의 한을 풀듯 후반기에 요미우리를 압도하면서 야쿠르트와의 3위 싸움을 벌였다.
리그 우승을 거둔 요미우리와의 대결에서는 유일하게 상대 전적에 뒤지지 않은 구단이었으나 최종전에서 야쿠르트에게 연패하며 4위에 머물러 연속 클라이맥스 시리즈 진출에 제동이 걸렸고 결국 클라이맥스 시리즈 진출을 놓치게 되었다. 그 해에는 베스트 나인, 골든 글러브상을 수상한 선수도 없을 뿐만 아니라 타이틀 획득자도 없어 3개 부문에서 모두 수상자가 없는 것은 1995년 이후 14년 만의 일이었고 규정 타석수 이상으로 타율 3할대에 오르지 못한 타자들조차 2000년 이후 9년 만에 아무도 기록하지 못했다. 특히 야수진들의 부진이 눈에 띈 시즌이었고 게다가 12구단에서 유일하게 5연승을 기록하지 못했다. 오프 시즌에 시애틀 매리너스에 소속해 있던 조지마 겐지를 영입하는 한편, 9년 동안 팀을 계속 유지한 아카호시가 은퇴했고 이마오카, 제프 윌리엄스 등이 팀을 탈퇴했다.

### 2010년대

#### 2010년
그 해에 새로 입단한 조지마 겐지, 맷 머턴, 제이슨 스탠드리지와 함께 신인 후지카와 슌스케, 아키야마 다쿠미 등이 활약하며 대약진을 이루었으나 투수진의 부상이나 부진이 겹치면서 선발과 중간 계투 양면에서 안정감이 떨어졌고, 가네모토가 오른쪽 어깨에 통증을 호소하면서 연속 이닝 출전 기록이 멈추는 등 여러 가지 문제점이 노출되었다. 반면 야수진은 대활약을 펼치며 12개 구단 중 팀 타율 1위를 기록했다.
9월 들어 날마다 리그 선두가 바뀌는 혼란이 계속되었고, 9월 26일에 선두로 달리고 있던 주니치에 비해 남은 경기가 많았던 한신에게 매직 넘버 8이 점등된 적도 있었으나 매직 넘버 점등 이후 요미우리전(9월 28일)과 요코하마전(9월 30일)에서 잇달아 패해 자력 우승에 실패하면서 주니치에게 매직 넘버가 이동되었다. 10월 1일의 히로시마전에서도 0-5로 참패하며 주니치의 리그 우승이 확정되며 결국 리그 2위에 그쳤다. 처음으로 고시엔 구장에서 치루게 된 클라이맥스 시리즈 제1 스테이지에서 리그 3위의 요미우리와 대전했으나 1, 2차전 모두 선취점을 따내고도 역전패를 당했다. 오프 시즌에 FA로 고바야시 히로유키와 후지이 아키히토를 영입했으나 오랫동안 주전 포수로 활약한 야노가 은퇴하였다. 시니어 디렉터인 호시노 센이치가 도호쿠 라쿠텐 골든이글스의 감독으로 취임하기 위해 팀을 떠났다.

#### 2011년
FA로 영입한 고바야시에 대한 보상 선수로 다카하마 다쿠야가 지바 롯데로 이적했다. 3월 25일 메이지 진구 야구장에서 야쿠르트와 개막전을 치를 예정이었지만 같은 달 11일에 발생한 동일본 대지진의 여파로 개막일이 바뀌면서 4월 12일 고시엔 구장에서 히로시마와 개막전을 가졌는데 한신에게 있어서는 1993년 이후 18년 만의 일이었다. 이 경기에서는 승리하여 1971년 이후 40년 만에 고시엔 구장에서의 개막전 승리를 거두었다.
개막 초에는 선발진이 안정된 활약을 보여주면서 시즌 개막을 무난하게 보냈지만 팀 타선의 부진과 스프링 캠프 때 필승 공식으로 내정해 두었던 구보타와 고바야시 히로유키의 부진이 심해지면서 팀 성적이 요동쳤다. 6월 8일부터 대타 출전이 주요했던 세키모토는 선발 멤버로 기용되었고 부상 중이던 조지마를 대신해 후지이 아키히토를 주전 포수로 기용하는 등 팀내 상황을 바꿔 보았지만 한 때 리그 최하위까지 떨어지기도 했다. 부진에 시달리고 있던 일부 타자들도 부진에서 벗어났고 투수에서는 신인 선수인 에노키다 다이키가 셋업맨으로서 활약해 후지카와와 와타나베 료를 더한 새로운 필승조가 완성되는 등 조금씩 투타가 서로 맞물리게 되었다. 몇 차례나 주력 선수들의 이탈도 있었지만 이를 대체하는 신인 선수의 기용과 그들의 기대 이상으로 활약해 주면서 월간 성적도 6월 8일 이후의 6월, 7월, 8월 연속으로 승패마진에서 +를 기록하며 리그 2위에 올라섰다.
그러나 9월에 들어가면서 그때까지 호조를 보였던 투수진이 안정감을 잃었고 그 때까지 상대 전적에서의 우위를 보였던 선두 야쿠르트와 상대하면서 6연패를 당하는 등 구단으로서는 최악의 기록을 계속 써 나갔다. 결국 시즌 4위를 차지하면서 A클래스의 진입에 실패한 것에 대한 책임을 물어 마유미 감독은 사임했고 후임에는 1군 타격 코치였던 와다 유타카가 부임했다. 그 해는 시모야나기 쓰요시가 퇴단했다.

#### 2012년
한신 구단 설립 이후 처음으로 ‘캡틴 제도’를 도입해 야수에는 도리타니 다카시, 투수에는 후지카와 규지가 각각 발탁되었다.
그러나 이 해는 심각할 수준의 타격 부진을 기록하였다. 팀타율, 타점, 득점 전부 리그 최하위였으며, 에이스 노미 아쓰시와 맷 머턴이 언쟁을 벌이기까지 하는 등 팀 내 분위기도 어수선하였다. 결국 시즌 5위로 마감하고 만다. 가네모토 도모아키는 이 시즌을 끝으로 은퇴를 선언하고 은퇴식을 통해 은퇴했다.

#### 2013년
후지카와 큐지의 메이저 리그 진출에 따라 도리타니 다카시가 팀 주장을 맡았다. 8월 31일, 후지나미 신타로가 고시엔 구장에서 가진 히로시마 도요 카프와의 경기에서 승리 투수가 되면서 센트럴 리그 역사상 다섯번째이자 1967년 에나쓰 유타카 이후 46년만의 고졸 신인 10승 투수에 이름을 올렸다. 개막때부터 요미우리 자이언츠와 선두 다툼을 하다가 6월 2일 시즌 첫 리그 선두 자리에 올랐지만 6월 13일 다시 자이언츠가 선두로 올라섰 이후에는 1위로 올라서지 못했다. 선두였던 요미우리와 5경기차로 맞은 8월 27일부터 시작된 3연전에서 모두 패한 것도 치명적이었다. 9월 22일 홈에서 펼쳐진 야쿠르트전에서 6-7로 패하면서 자이언츠의 우승이 확정된 다음날 2-0으로 승리하면서 3년만의 클라이맥스 시리즈 진출을 확정지었다. 10월 3일 요코하마전에서 7-3으로 승리하며 3년만의 위닝 시즌과 리그 2위를 확정지었다. 하지만 히로시마 도요 카프와 펼쳤던 클라이맥스 시리즈 퍼스트 스테이지에서 2연패하며 아쉽게 시즌을 마쳐야했다. 시즌 종료 후 히야마 신지로가 은퇴했다.

#### 2014년
한신 구단 설립 이후 처음으로, 한국프로야구 삼성 라이온즈 마무리 투수 오승환을 영입했다. 리그2위로 2년연속 클라이맥스 시리즈에 진출하였다. 히로시마 도요 카프와의 클라이맥스 시리즈 퍼스트 스테이지에서 1승1무를 기록하며 클라이맥스 시리즈 도입 이후 처음으로 퍼스트 스테이지를 돌파했다. 도쿄돔에서 열린 요미우리 자이언츠와의 클라이맥스 시리즈 파이널 스테이지에서 4연승을 거두며, 2005년 리그우승 후 9년만의 일본 시리즈 진출을 확정지었다.
일본 시리즈는. 퍼시픽 리그 클라이맥스 시리즈 우승팀 후쿠오카 소프트뱅크 호크스에 총 5차례의 접전을 펼친 끝에 1승 4패의 성적을 기록하면서, 준우승 하여 2014 시즌을 마무리지었다.

## 역대 감독
- 모리 시게오(森茂雄, 1936년 춘계 ~ 1936년 하계)
- 이시모토 슈이치(石本秀一, 1936년 추계 ~ 1939년)
- 마쓰키 겐지로(松木謙治郎, 1940년 ~ 1941년)〈제1차〉
- 와카바야시 다다시(若林忠志, 1942년 ~ 1945년)〈제1차〉
- 후지무라 후미오(藤村富美男, 1946년)〈제1차〉
- 와카바야시 다다시(若林忠志, 1947년 ~ 1949년)〈제2차〉
- 마쓰키 겐지로(松木謙治郎, 1950년 ~ 1954년)〈제2차〉
- 기시 이치로(岸一郎, 1955년)
- 후지무라 후미오(藤村富美男, 1955년 ~ 1957년)〈제2차〉
- 다나카 요시오(田中義雄, 1958년 ~ 1959년)
- 가네다 마사야스(金田正泰, 1960년 ~ 1961년)〈제1차〉
- 후지모토 사다요시(藤本定義, 1961년 ~ 1965년)〈제1차〉
- 스기시타 시게루(杉下茂, 1966년)
- 후지모토 사다요시(藤本定義, 1966년 ~ 1968년)〈제2차〉
- 고토 쓰구오(後藤次男, 1969년)〈제1차〉
- 무라야마 미노루(村山実, 1970년 ~ 1972년 4월 21일)〈제1차〉
- 가네다 마사야스(金田正泰, 1972년 4월 22일 ~ 1974년)〈제2차〉
- 요시다 요시오(吉田義男, 1975년 ~ 1977년)〈제1차〉
- 고토 쓰구오(後藤次男, 1978년)〈제2차〉
- 돈 블레이저(Don Blazer, 1979년 ~ 1980년)
- 나카니시 후토시(中西太, 1980년 ~ 1981년)
- 안도 모토오(安藤統男, 1982년 ~ 1984년)
  - 사토 다카오(佐藤孝夫, 1984년 6월 13일 ~ 6월 15일)【감독 대행】
- 요시다 요시오(吉田義男, 1985년 ~ 1987년)〈제2차〉
- 무라야마 미노루(村山実, 1988년 ~ 1989년)〈제2차〉
- 나카무라 가쓰히로(中村勝広, 1990년 ~ 1995년 7월 23일)
- 후지타 다이라(藤田平, 1995년 7월 24일 ~ 1996년 9월 11일)
  - 시바타 다케시(柴田猛, 1996년 9월 12일 ~ 1996년 말)【감독 대행】
- 요시다 요시오(吉田義男, 1997년 ~ 1998년)〈제3차〉
- 노무라 가쓰야(野村克也, 1999년 ~ 2001년)
- 호시노 센이치(星野仙一, 2002년 ~ 2003년)
- 오카다 아키노부(岡田彰布, 2004년 ~ 2008년)〈제1차〉
- 마유미 아키노부(真弓明信, 2009년 ~ 2011년)
- 와다 유타카(和田豊, 2012년 ~ 2015년)
- 가네모토 도모아키(金本知憲, 2016년 ~ 2018년)
- 야노 아키히로(矢野 燿大, 2019년 ~ 2022년)
- 오카다 아키노부(岡田彰布, 2023년 ~ 2024년)〈제2차〉
- 후지카와 규지(藤川球児, 2025년 ~ )

※ 〈 〉은 재임 차수.

## 연도별 성적
| 연도        | 감독                              | 순위                             | 경기                             | 승리                             | 패전                             | 무승부                           | 승률                             | 승차                             | 타율                             | 홈런                             | 평균자책점                       |
| ----------- | --------------------------------- | -------------------------------- | -------------------------------- | -------------------------------- | -------------------------------- | -------------------------------- | -------------------------------- | -------------------------------- | -------------------------------- | -------------------------------- | -------------------------------- |
| 1936년      | 모리 시게오·이시모토 슈이치       |                                  | 15                               | 9                                | 6                                | 0                                | .600                             |                                  | .305                             | 5                                | 3.36                             |
| 1936년 추계 | 모리 시게오·이시모토 슈이치       |                                  | 31                               | 24                               | 6                                | 1                                | .800                             |                                  | .248                             | 5                                | 1.79                             |
| 1937년 춘계 | 이시모토 슈이치                   | 2위                              | 56                               | 41                               | 14                               | 1                                | .745                             | 0.5                              | .246                             | 10                               | 1.71                             |
| 1937년 추계 | 이시모토 슈이치                   | 1위                              | 49                               | 39                               | 9                                | 1                                | .813                             | -                                | .258                             | 13                               | 2.03                             |
| 1938년 춘계 | 이시모토 슈이치                   | 1위                              | 35                               | 29                               | 6                                | 0                                | .829                             | -                                | .268                             | 12                               | 2.05                             |
| 1938년 추계 | 이시모토 슈이치                   | 2위                              | 40                               | 27                               | 13                               | 0                                | .675                             | 3.5                              | .254                             | 11                               | 2.46                             |
| 1939년      | 이시모토 슈이치                   | 2위                              | 96                               | 63                               | 30                               | 3                                | .677                             | 3.5                              | .239                             | 32                               | 2.02                             |
| 1940년      | 마쓰키 겐지로                     | 2위                              | 104                              | 64                               | 37                               | 3                                | .634                             | 10.5                             | .223                             | 13                               | 1.66                             |
| 1941년      | 마쓰키 겐지로                     | 5위                              | 84                               | 41                               | 43                               | 0                                | .488                             | 21                               | .197                             | 6                                | 1.61                             |
| 1942년      | 와카바야시 다다시                 | 3위                              | 105                              | 52                               | 48                               | 5                                | .520                             | 21                               | .204                             | 9                                | 1.82                             |
| 1943년      | 와카바야시 다다시                 | 3위                              | 84                               | 41                               | 36                               | 7                                | .532                             | 11                               | .201                             | 12                               | 1.80                             |
| 1944년      | 와카바야시 다다시                 | 1위                              | 35                               | 27                               | 6                                | 2                                | .818                             | -                                | .248                             | 1                                | 1.53                             |
| 1945년      | 제2차 세계 대전에 의한 경기 중단  | 제2차 세계 대전에 의한 경기 중단 | 제2차 세계 대전에 의한 경기 중단 | 제2차 세계 대전에 의한 경기 중단 | 제2차 세계 대전에 의한 경기 중단 | 제2차 세계 대전에 의한 경기 중단 | 제2차 세계 대전에 의한 경기 중단 | 제2차 세계 대전에 의한 경기 중단 | 제2차 세계 대전에 의한 경기 중단 | 제2차 세계 대전에 의한 경기 중단 | 제2차 세계 대전에 의한 경기 중단 |
| 1946년      | 후지무라 후미오                   | 3위                              | 105                              | 59                               | 46                               | 0                                | .562                             | 7                                | .288                             | 28                               | 3.23                             |
| 1947년      | 와카바야시 다다시                 | 1위                              | 119                              | 79                               | 37                               | 3                                | .681                             | -                                | .258                             | 17                               | 2.18                             |
| 1948년      | 와카바야시 다다시                 | 3위                              | 140                              | 70                               | 66                               | 4                                | .515                             | 17                               | .262                             | 50                               | 2.88                             |
| 1949년      | 와카바야시 다다시                 | 6위                              | 137                              | 65                               | 69                               | 3                                | .485                             | 20.5                             | .283                             | 141                              | 4.47                             |
| 1950년      | 마쓰키 겐지로                     | 4위                              | 140                              | 70                               | 67                               | 3                                | .511                             | 30                               | .270                             | 120                              | 4.19                             |
| 1951년      | 마쓰키 겐지로                     | 3위                              | 116                              | 61                               | 52                               | 3                                | .540                             | 20.5                             | .269                             | 78                               | 3.26                             |
| 1952년      | 마쓰키 겐지로                     | 2위                              | 120                              | 79                               | 40                               | 1                                | .664                             | 3.5                              | .268                             | 61                               | 2.77                             |
| 1953년      | 마쓰키 겐지로                     | 2위                              | 130                              | 74                               | 56                               | 0                                | .569                             | 16                               | .270                             | 87                               | 3.15                             |
| 1954년      | 마쓰키 겐지로                     | 3위                              | 130                              | 71                               | 57                               | 2                                | .555                             | 16                               | .266                             | 68                               | 2.78                             |
| 1955년      | 기시 이치로·후지무라 후미오       | 3위                              | 130                              | 71                               | 57                               | 2                                | .555                             | 20.5                             | .251                             | 51                               | 2.49                             |
| 1956년      | 후지무라 후미오                   | 2위                              | 130                              | 79                               | 50                               | 1                                | .612                             | 4.5                              | .224                             | 54                               | 1.77                             |
| 1957년      | 후지무라 후미오                   | 2위                              | 130                              | 73                               | 54                               | 3                                | .573                             | 1                                | .240                             | 68                               | 2.38                             |
| 1958년      | 다나카 요시오                     | 2위                              | 130                              | 72                               | 58                               | 0                                | .554                             | 5.5                              | .238                             | 88                               | 2.55                             |
| 1959년      | 다나카 요시오                     | 2위                              | 130                              | 62                               | 59                               | 9                                | .512                             | 13                               | .237                             | 76                               | 2.37                             |
| 1960년      | 가네다 마사야스                   | 3위                              | 130                              | 64                               | 62                               | 4                                | .508                             | 6                                | .242                             | 87                               | 2.62                             |
| 1961년      | 가네다 마사야스·후지모토 사다요시 | 4위                              | 130                              | 60                               | 67                               | 3                                | .473                             | 12.5                             | .244                             | 80                               | 2.60                             |
| 1962년      | 후지모토 사다요시                 | 1위                              | 133                              | 75                               | 55                               | 3                                | .577                             | -                                | .223                             | 64                               | 2.03                             |
| 1963년      | 후지모토 사다요시                 | 3위                              | 140                              | 69                               | 70                               | 1                                | .496                             | 14.5                             | .239                             | 95                               | 3.20                             |
| 1964년      | 후지모토 사다요시                 | 1위                              | 140                              | 80                               | 56                               | 4                                | .588                             | -                                | .240                             | 114                              | 2.75                             |
| 1965년      | 후지모토 사다요시                 | 3위                              | 140                              | 71                               | 66                               | 3                                | .518                             | 19.5                             | .220                             | 94                               | 2.47                             |
| 1966년      | 스기시타 시게루·후지모토 사다요시 | 3위                              | 135                              | 64                               | 66                               | 5                                | .492                             | 25                               | .233                             | 81                               | 2.52                             |
| 1967년      | 후지모토 사다요시                 | 3위                              | 136                              | 70                               | 60                               | 6                                | .538                             | 14                               | .245                             | 101                              | 2.60                             |
| 1968년      | 후지모토 사다요시                 | 2위                              | 133                              | 72                               | 58                               | 3                                | .554                             | 5                                | .229                             | 119                              | 2.67                             |
| 1969년      | 고토 쓰구오                       | 2위                              | 130                              | 68                               | 59                               | 3                                | .535                             | 6.5                              | .222                             | 114                              | 2.41                             |
| 1970년      | 무라야마 미노루                   | 2위                              | 130                              | 77                               | 49                               | 4                                | .611                             | 2                                | .245                             | 110                              | 2.36                             |
| 1971년      | 무라야마 미노루                   | 5위                              | 130                              | 57                               | 64                               | 9                                | .471                             | 12.5                             | .220                             | 101                              | 2.76                             |
| 1972년      | 무라야마 미노루                   | 2위                              | 130                              | 71                               | 56                               | 3                                | .559                             | 3.5                              | .239                             | 125                              | 3.00                             |
| 1973년      | 가네다 마사야스                   | 2위                              | 130                              | 64                               | 59                               | 7                                | .520                             | 0.5                              | .234                             | 115                              | 2.82                             |
| 1974년      | 가네다 마사야스                   | 4위                              | 130                              | 57                               | 64                               | 9                                | .471                             | 14                               | .237                             | 136                              | 3.45                             |
| 1975년      | 요시다 요시오                     | 3위                              | 130                              | 68                               | 55                               | 7                                | .553                             | 6                                | .252                             | 128                              | 3.34                             |
| 1976년      | 요시다 요시오                     | 2위                              | 130                              | 72                               | 45                               | 13                               | .615                             | 2                                | .258                             | 193                              | 3.54                             |
| 1977년      | 요시다 요시오                     | 4위                              | 130                              | 55                               | 63                               | 12                               | .466                             | 21                               | .267                             | 184                              | 4.38                             |
| 1978년      | 고토 쓰구오                       | 6위                              | 130                              | 41                               | 80                               | 9                                | .339                             | 30.5                             | .254                             | 139                              | 4.79                             |
| 1979년      | 돈 블레이저                       | 4위                              | 130                              | 61                               | 60                               | 9                                | .504                             | 8                                | .268                             | 172                              | 4.15                             |
| 1980년      | 돈 블레이저·나카니시 후토시       | 5위                              | 130                              | 54                               | 66                               | 10                               | .450                             | 20.5                             | .262                             | 134                              | 3.73                             |
| 1981년      | 나카니시 후토시                   | 3위                              | 130                              | 67                               | 58                               | 5                                | .536                             | 8                                | .272                             | 114                              | 3.32                             |
| 1982년      | 안도 모토오                       | 3위                              | 130                              | 65                               | 57                               | 8                                | .533                             | 4.5                              | .262                             | 118                              | 3.44                             |
| 1983년      | 안도 모토오                       | 4위                              | 130                              | 62                               | 63                               | 5                                | .496                             | 11.5                             | .274                             | 169                              | 4.22                             |
| 1984년      | 안도 모토오                       | 4위                              | 130                              | 53                               | 69                               | 8                                | .434                             | 23                               | .264                             | 165                              | 4.46                             |
| 1985년      | 요시다 요시오                     | 1위                              | 130                              | 74                               | 49                               | 7                                | .602                             | -                                | .285                             | 219                              | 4.16                             |
| 1986년      | 요시다 요시오                     | 3위                              | 130                              | 60                               | 60                               | 10                               | .500                             | 13.5                             | .271                             | 184                              | 3.69                             |
| 1987년      | 요시다 요시오                     | 6위                              | 130                              | 41                               | 83                               | 6                                | .331                             | 37.5                             | .242                             | 140                              | 4.36                             |
| 1988년      | 무라야마 미노루                   | 6위                              | 130                              | 51                               | 77                               | 2                                | .398                             | 29.5                             | .248                             | 82                               | 3.82                             |
| 1989년      | 무라야마 미노루                   | 5위                              | 130                              | 54                               | 75                               | 1                                | .419                             | 30.5                             | .257                             | 135                              | 4.15                             |
| 1990년      | 나카무라 가쓰히로                 | 6위                              | 130                              | 52                               | 78                               | 0                                | .400                             | 36                               | .252                             | 135                              | 4.58                             |
| 1991년      | 나카무라 가쓰히로                 | 6위                              | 130                              | 48                               | 82                               | 0                                | .369                             | 26                               | .237                             | 111                              | 4.37                             |
| 1992년      | 나카무라 가쓰히로                 | 2위                              | 132                              | 67                               | 63                               | 2                                | .515                             | 2                                | .250                             | 86                               | 2.90                             |
| 1993년      | 나카무라 가쓰히로                 | 4위                              | 132                              | 63                               | 67                               | 2                                | .485                             | 17                               | .253                             | 86                               | 3.88                             |
| 1994년      | 나카무라 가쓰히로                 | 4위                              | 130                              | 62                               | 68                               | 0                                | .477                             | 8                                | .256                             | 92                               | 3.43                             |
| 1995년      | 나카무라 가쓰히로                 | 6위                              | 130                              | 46                               | 84                               | 0                                | .354                             | 36                               | .244                             | 88                               | 3.83                             |
| 1996년      | 후지타 다이라                     | 6위                              | 130                              | 54                               | 76                               | 0                                | .415                             | 23                               | .245                             | 89                               | 4.12                             |
| 1997년      | 요시다 요시오                     | 5위                              | 136                              | 62                               | 73                               | 1                                | .459                             | 21                               | .244                             | 103                              | 3.70                             |
| 1998년      | 요시다 요시오                     | 6위                              | 135                              | 52                               | 83                               | 0                                | .385                             | 27                               | .242                             | 86                               | 3.95                             |
| 1999년      | 노무라 가쓰야                     | 6위                              | 135                              | 55                               | 80                               | 0                                | .407                             | 26                               | .259                             | 97                               | 4.04                             |
| 2000년      | 노무라 가쓰야                     | 6위                              | 136                              | 57                               | 78                               | 1                                | .422                             | 21                               | .244                             | 114                              | 3.90                             |
| 2001년      | 노무라 가쓰야                     | 6위                              | 140                              | 57                               | 80                               | 3                                | .416                             |                                  | .243                             | 90                               | 3.75                             |
| 2002년      | 호시노 센이치                     | 4위                              | 140                              | 66                               | 70                               | 4                                | .485                             | 19                               | .253                             | 122                              | 3.41                             |
| 2003년      | 호시노 센이치                     | 1위                              | 140                              | 87                               | 51                               | 2                                | .630                             | -                                | .287                             | 141                              | 3.53                             |
| 2004년      | 오카다 아키노부                   | 4위                              | 138                              | 66                               | 70                               | 2                                | .485                             | 13.5                             | .273                             | 142                              | 4.08                             |
| 2005년      | 오카다 아키노부                   | 1위                              | 146                              | 87                               | 54                               | 5                                | .617                             | -                                | .274                             | 140                              | 3.24                             |
| 2006년      | 오카다 아키노부                   | 2위                              | 146                              | 84                               | 58                               | 4                                | .592                             | 3.5                              | .267                             | 133                              | 3.13                             |
| 2007년      | 오카다 아키노부                   | 3위                              | 144                              | 74                               | 66                               | 4                                | .529                             | 4.5                              | .255                             | 111                              | 3.56                             |
| 2008년      | 오카다 아키노부                   | 2위                              | 144                              | 82                               | 59                               | 3                                | .582                             | 2                                | .268                             | 83                               | 3.29                             |
| 2009년      | 마유미 아키노부                   | 4위                              | 144                              | 67                               | 73                               | 4                                | .479                             | 24.5                             | .255                             | 106                              | 3.28                             |
| 2010년      | 마유미 아키노부                   | 2위                              | 144                              | 78                               | 63                               | 3                                | .553                             | 1                                | .290                             | 173                              | 4.05                             |
| 2011년      | 마유미 아키노부                   | 4위                              | 144                              | 68                               | 70                               | 6                                | .493                             | 9                                | .255                             | 80                               | 2.83                             |
| 2012년      | 와다 유타카                       | 5위                              | 144                              | 55                               | 75                               | 14                               | .423                             | 31.5                             | .236                             | 58                               | 2.65                             |
| 2013년      | 와다 유타카                       | 2위                              | 144                              | 73                               | 67                               | 4                                | .521                             | 12.5                             | .255                             | 82                               | 3.07                             |
| 2014년      | 와다 유타카                       | 2위                              | 144                              | 75                               | 68                               | 1                                | .524                             | 7                                | .264                             | 94                               | 3.88                             |
| 2015년      | 와다 유타카                       | 3위                              | 143                              | 70                               | 71                               | 2                                | .496                             | 6                                | .247                             | 78                               | 3.47                             |
| 2016년      | 가네모토 도모아키                 | 4위                              | 143                              | 64                               | 76                               | 3                                | .457                             | 24.5                             | .245                             | 90                               | 3.38                             |
| 2017년      | 가네모토 도모아키                 | 2위                              | 143                              | 78                               | 61                               | 4                                | .561                             | 10                               | .249                             | 113                              | 3.29                             |
| 2018년      | 가네모토 도모아키                 | 6위                              | 143                              | 62                               | 79                               | 2                                | .440                             | 20                               | .253                             | 85                               | 4.03                             |
| 2019년      | 야노 아키히로                     | 3위                              | 143                              | 69                               | 68                               | 6                                | .504                             | 6                                | .251                             | 94                               | 3.46                             |
| 2020년      | 야노 아키히로                     | 2위                              | 120                              | 60                               | 53                               | 7                                | .531                             | 7.5                              | .246                             | 110                              | 3.35                             |
| 2021년      | 야노 아키히로                     | 2위                              | 143                              | 77                               | 56                               | 10                               | .579                             | 0                                | .247                             | 121                              | 3.30                             |
| 2022년      | 야노 아키히로                     | 3위                              | 143                              | 68                               | 71                               | 4                                | .489                             | 12                               | .243                             | 84                               | 2.67                             |
| 2023년      | 오카다 아키노부                   | 1위                              | 143                              | 85                               | 53                               | 5                                | .616                             | -                                | .247                             | 84                               | 2.66                             |

- 2023년 시즌 종료 기준, 순위에서 굵은 글씨는 일본 시리즈 우승.
- 통산 성적 : 5609승 344무 5237패(승률 .517)

## 구단 기록

### 경기·승패·승률에 관한 기록
- 리그 우승 : 10회

1950년부터 현재까지의 팀 순위, 붉은점은 일본 시리즈 우승을 나타냄

  - 단일 리그 시대 : 4회(1937년 추계 ~ 1938년 춘계, 1944년, 1947년)
  - 양대 리그제 이후 : 6회(1962년, 1964년, 1985년, 2003년, 2005년, 2023년)
- 일본 시리즈 우승 : 2회

(1985년, 2023년)
- 연간 왕자 : 2회

(1937년 ~ 1938년)
- 클라이맥스 시리즈 우승 : 2회

(2014년, 2023년)
- A클래스 : 58회
  - 단일 리그 시대 : 13회(1936년 추계 ~ 1940년, 1942년 ~ 1948년)
  - 양대 리그제 이후 : 45회(1950년 ~ 1960년, 1962년 ~ 1970년, 1972년 ~ 1973년, 1975년 ~ 1976년, 1981년 ~ 1982년, 1985년 ~ 1986년, 1992년, 2003년, 2005년 ~ 2008년, 2010년, 2013년 ~ 2015년, 2017년, 2019년 ~ 2024년)
- B클래스 : 32회
  - 단일 리그 시대 : 2회(1941년, 1949년)
  - 양대 리그제 이후 : 30회(1961년, 1971년, 1974년, 1977년 ~ 1980년, 1983년 ~ 1984년, 1987년 ~ 1991년, 1993년 ~ 2002년, 2004년, 2009년, 2011년 ~ 2012년, 2016년, 2018년)
- 연속 A클래스 진입 최장 기록 : 11년(1950년 ~ 1960년)
- 연속 B클래스 최장 기록 : 10년(1993년 ~ 2002년)
- 최다 승리 : 87승(2003년, 2005년)
- 최다 패전 : 84패(1995년)
- 최다 무승부 : 13무(1976년)
- 최고 승률 : .829(1938년 춘계)
- 최저 승률 : .331(1987년)
- 최다 연승 : 14연승(1937년 추계, 1946년)
- 최다 연패 : 12연패(1998년, 1999년)
- 최소 경기차 : 0.5경기차(1937년 춘계, 1973년)
- 최대 경기차 : 37.5경기차(1987년)

### 그 외의 기록
- 시즌 최다 안타 : 1458안타(2010년) ※센트럴 리그 기록
- 시즌 최다 홈런 : 219개(1985년)
- 시즌 최소 홈런 : 1개(1944년)
- 시즌 최다 탈삼진 : 1208탈삼진(2005년) ※센트럴 리그 기록
- 시즌 최다 완봉패 : 24회(1963년, 2012년)
- 시즌 최고 타율 : .345(1936년 하계)
- 시즌 최저 타율 : .197(1941년)
- 시즌 최고 평균자책점 : 1.53(1944년)
- 시즌 최저 평균자책점 : 4.79(1978년)
- 시즌 연속 두 자릿수 안타 : 10경기(2008년)
- 시즌 연속 이닝 안타 : 27안타(2014년)
- 시즌 연속 완봉 경기 : 4경기(2013년)
- 시즌 연속 이닝 무실점 : 52(1942년) ※일본 프로 야구 기록.
- 시즌 연속 경기 무홈런 : 15경기(2012년)
- 게임 최다 득점 : 22득점(2010년 8월 25일 대 히로시마 도요 카프)

## 영구 결번
- #10 후지무라 후미오(1959년부터)
- #11 무라야마 미노루(1973년부터)
- #23 요시다 요시오(1987년부터)

### 결번 취급
- #02 마쓰나가 히로미

1993년에 소속된 마쓰나가 히로미가 시즌 도중부터 착용했던 02번에 대해서는 그 후 일본 야구 기구가 0과 00을 제외한 0번대와 100번대 이상의 번호를 산하에 있는 등록 선수에게는 사용하지 않을 방침으로 변경했기 때문에 이후 사용되는 일은 없었다.
- #53 아카호시 노리히로

은퇴할 때까지 한신에 소속했고 구단으로부터 공로를 인정받아 은퇴한 이듬해인 2010년부터 결번으로 취급되었다.

## 노히트 노런 달성 선수
한신 타이거스에서는 지금까지 9명의 투수가 노히트 노런을 달성하고 있다.
| 날짜            | 선수 이름         | 점수 | 상대팀             | 구장       |
| --------------- | ----------------- | ---- | ------------------ | ---------- |
| 1940년 8월 3일  | 미와 하치로       | 1-0  | 요미우리 자이언츠  | 다롄       |
| 1946년 6월 16일 | 고 쇼세이         | 11-0 | 도쿄 세네터스      | 니시노미야 |
| 1948년 8월 24일 | 가지오카 다다요시 | 3-0  | 난카이 호크스      | 진구       |
| 1952년 5월 7일  | 사나다 시게오     | 12-0 | 히로시마 카프      | 고시엔     |
| 1965년 6월 28일 | 진 바크           | 7-0  | 요미우리 자이언츠  | 고시엔     |
| 1973년 8월 30일 | 에나쓰 유타카     | 1-0  | 주니치 드래건스    | 고시엔     |
| 1992년 6월 14일 | 유후네 도시로     | 6-0  | 히로시마 도요 카프 | 고시엔     |
| 1998년 5월 26일 | 가와지리 데쓰로   | 2-0  | 주니치 드래건스    | 구라시키   |
| 2004년 10월 4일 | 이가와 게이       | 1-0  | 히로시마 도요 카프 | 히로시마   |

특히 에나쓰 유타카의 경우에는 11회말에 스스로 끝내기 홈런을 때려내며 노히트 노런을 달성했다는 명승부가 있었는데 연장에서의 노히트 노런은 이것이 유일한 기록이다. 퍼펙트 게임을 달성한 선수는 구단이 창설된 이후부터 현재까지 없었다(참고로 1950년에 다미야 겐지로가 고쿠테쓰 스왈로스전에서 9회 2사까지 퍼펙트하게 처리한 준퍼펙트 게임이 있다).

## 역대 홈구장
- 한신 고시엔 구장(1936년 ~ 현재)

## 같이 보기
- 센트럴 리그
- 웨스턴 리그 (일본)